# I. Dávid skót király
Szent I. Dávid vagy Dabíd mac Maíl Choluim (1082 vagy 1084 – Carlisle, 1153. május 24.) Skócia királya 1124 és 1153 között.

## Élete
Dávid a leányágon feltételezhetően Árpád-házi leszármazott Skóciai Szent Margit és III. Malcolm skót király hatodik, és egyben utolsó gyermeke volt. 1093-ban, szülei halála után biztonsági okokból a testvéreivel együtt Angliába küldték, valószínűleg Ramsey-be. Hét évvel később, mikor egyik nővére, Skóciai Matild I. Henrik angol király felesége lett, Dávidot is magával vitte a tudós király udvarába, ahol nagyon jó képzést kapott. 1107-ben meghalt a bátyja, Edgar, aki Malcolmot követte a trónon, és végakarata szerint az országot megosztották Dávid és bátyja, Sándor között. Dávidnak Cumbria, Skócia délnyugati része jutott.
1113-ban feleségül vette Matildát, aki a szász northumbriai gróf, Waltheof leánya és örököse volt. Házassága révén az angol arisztokrácia tagja lett. 1124-ben meghalt a testvére, Sándor, s így ő lett egész Skócia királya. Egy barátja feljegyezte, hogy csak nagy vonakodással fogadta el a koronát. 1127-ben Dávid mint angol báró hűséget esküdött saját unokahúgának, Angliai Matildának (Maude-nak), aki az angol trón törvényes örököse lett. Felesége, Matilda halála után, 1130-ban lázadás tört ki unokaöccse, Malcolm (Máel Coluim mac Alaxandair) és Aengus, Moray királyának vezetésével, amit Dávid csak négy esztendőnyi küzdelem után tudott leverni.
1135-ben Blois-i István elűzte Matildát és Anglia királya lett, ezért Dávid harcba indult a védelmében, és bár ebbéli erőfeszítését nem koronázta siker, 1138-ban pedig vereséget szenvedett az István-hű angol erőktől a Lobogó Csatájában, uralmát mégis sikerült kiterjesztenie Northumbria jelentős részére. Szent Aelred szemére vetette Dávidnak, hogy nem tart elég fegyelmet a hadseregben, ezért a katonák gyakran fosztogatnak. Dávid híre ennek ellenére egyre nőtt, s országlását Skócia történelmének legjelentősebb szakaszai között tartják számon. Déli irányú expanziója mellett királyságát északi és nyugati irányba is kiterjesztette, a skót korona fennhatósága alá vonva többek közt Moray, Caithness és az Orkney-szigetek addig többé-kevésbé független uradalmait.

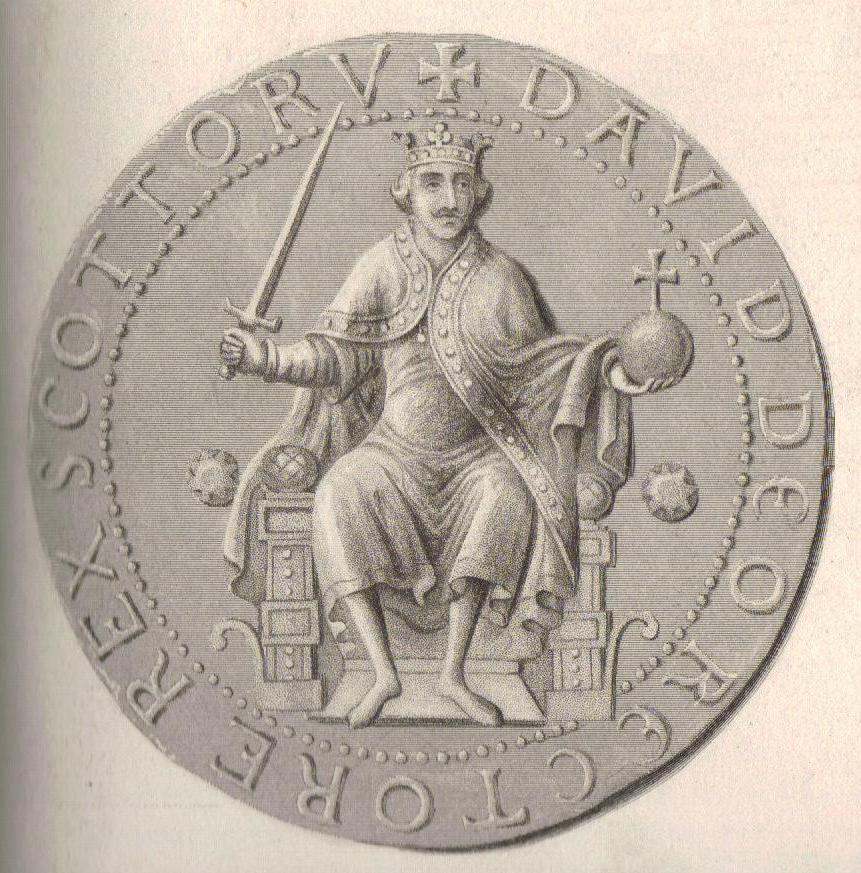
Szent I. Dávid skót király.

## Egyházszervezései
Egyházszervezet terén először mint Cumbria hercege, majd mint egész Skócia királya, önálló hierarchiát alakított ki, melyre a skót egyház gyengesége, viszályai és Európától való elszigeteltsége indították. Helyreállította a glasgow-i püspökséget, s visszaadta összes javait, és mint skót király megalapította Brechin, Dunblane, Caithness Ross és Aberdeen püspökségét. Ugyanebben az időben számtalan kolostort is alapított Cluny bencéseknek, cisztercieknek és az ágostonos kanonokoknak, s ezáltal az egész ország mezőgazdasági és szellemi kultúráját felemelte, valamint ilyen módon lett hasonló a skót egyházszervezet a központosított rendszerű európai egyházakhoz. Szemére is vetették, hogy alapításaival elszegényítette a koronát.

## Tisztelete
Szent Aelred, mikor Dávidról ír, hangsúlyozza a szűkölködők felé megnyilvánuló szeretetét és igazságérzetét, valamint áhítatát, alázatosságát és erkölcsi feddhetetlenségét. Egyetlen fia, az 1114-ben született Henrik még az ő életében, 1152. június 12-én meghalt, így utóda unokája IV. Malcolm lett.
Maga Dávid 1153. május 24-én Carlisle-ban halt meg szentként, és a dunfermline-i apátság királykriptájában, szülei mellé temették el. Bár formálisan nem avatták szentté, népe szentként tisztelte (január 11-én vagy május 24-én), s mint nemzeti hőst a „jó király” és a „szent” névvel illette.